# Овада
Ова̀да (на италиански: Ovada; на пиемонтски: Ovà, Ова, на лигурски Oâ [ˈwaː], Уа) е град и община в Северна Италия, провинция Алесандрия, регион Пиемонт. Разположен е на 186 m надморска височина. Населението на общината е 11 484 души (към 2015 г.).